# Thơ Đường
Thơ Đường hay Đường thi (chữ Hán: 唐詩) là toàn bộ thơ ca đời Đường được các nhà thơ người Trung Quốc sáng tác trong khoảng từ thế kỉ 7 - 10 (618 - 907). Các sáng tác của hàng nghìn nhà thơ đời Đường được bảo tồn trong cuốn Toàn Đường thi gồm 48.900 bài. Đời Thanh chọn 300 bài do Hành Đường thoái sĩ và Trần Uyển Tuấn bổ chú thành Đường thi tam bách thủ được phổ biến rộng rãi ở Trung Quốc, Việt Nam...

## Các giai đoạn
Thơ Đường có thể chia ra làm 4 giai đoạn: Sơ Đường (618 - 713), Thịnh Đường (714 - 766), Trung Đường (766 - 835), Vãn Đường (835 - 907).
Thời Sơ Đường, các nhà thơ mệnh danh là "Tứ kiệt" gồm Dương Quýnh, Lư Chiếu Lân, Lạc Tân Vương và Vương Bột đã đổi được phần nào phong khí uỷ mị của thơ các triều đại trước. Tới Trần Tử Ngang thì có phong trào đổi mới thi ca theo tinh thần phong nhã của "Kinh thi" và "phong cốt Hán Nguỵ", chủ trương làm thơ phải có "ký thác", nghĩa là nói lên tâm tình của mình, ghi lại cảm xúc thật sự của mình trước hiện thực đời sống, bỏ hẳn thơ sắc tình đời Lục triều, và thơ ca công tụng đức, thơ ứng chế của một số nhà thơ đầu đời Đường như Thẩm Thuyên Kỳ, Tống Chi Vấn. Các nhà thơ sau Trần Tử Ngang làm thơ "ký thác" đều theo 2 khuynh hướng chính là trữ tình, lãng mạn, hoặc hiện thực xã hội. Ba đại biểu lớn là Lý Bạch, Đỗ Phủ và Bạch Cư Dị.
Màu sắc phong cách của các nhà thơ đời Đường rất khác nhau, tuỳ người sáng tác theo đạo Nho, đạo Phật hoặc theo Lão Trang.
Thơ Đường có loại thơ như sau: "biên tái" (Cao Thích, Sầm Than sáng tác), thơ "điền viên" (Vương Duy, Mạnh Hạo Nhiên sáng tác), thơ "tân nhạc phủ" (Bạch Cư Dị, Nguyên Chẩn sáng tác), thơ "chính nhạc phủ" đời Vãn Đường (sáng tác Bì Nhật Hưu, Đỗ Tuấn Hạc) và theo khuynh hướng hiện thực (Đỗ Phủ và Bạch Cư Dị sáng tác).

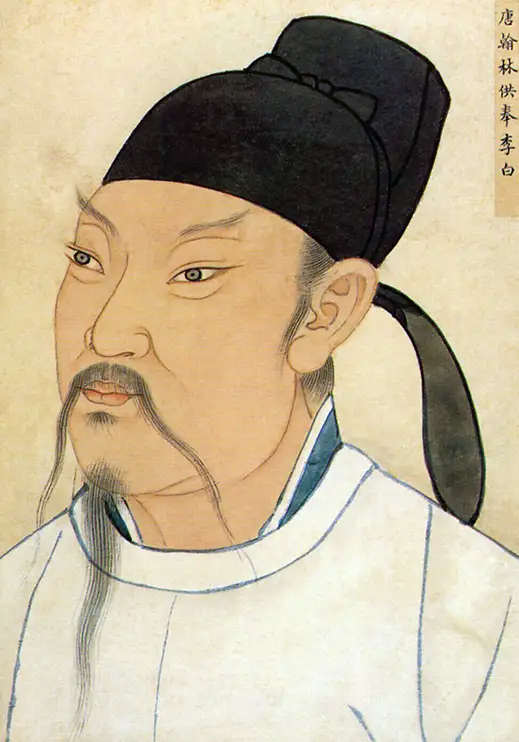
Lý Bạch
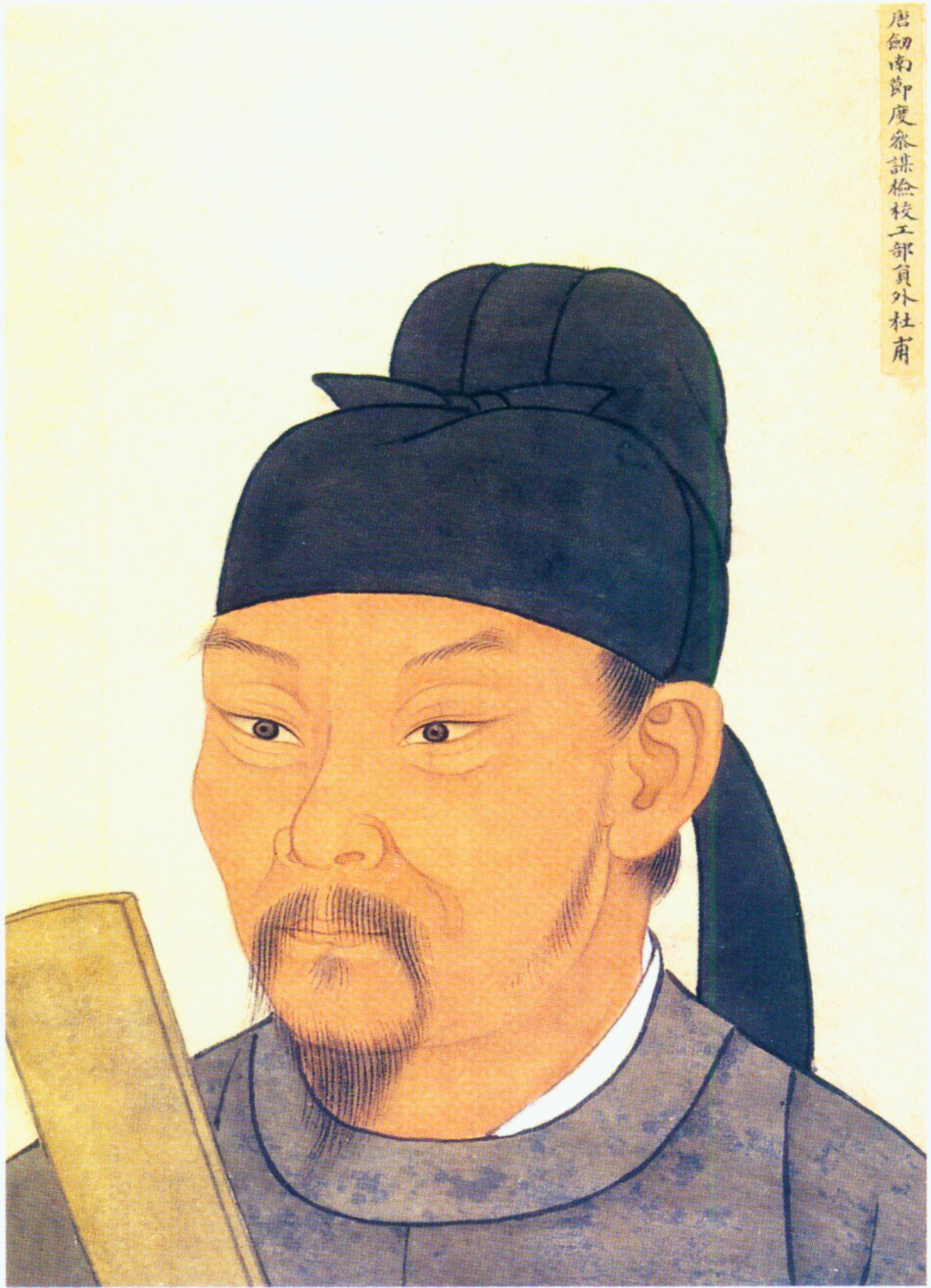
Đỗ Phủ
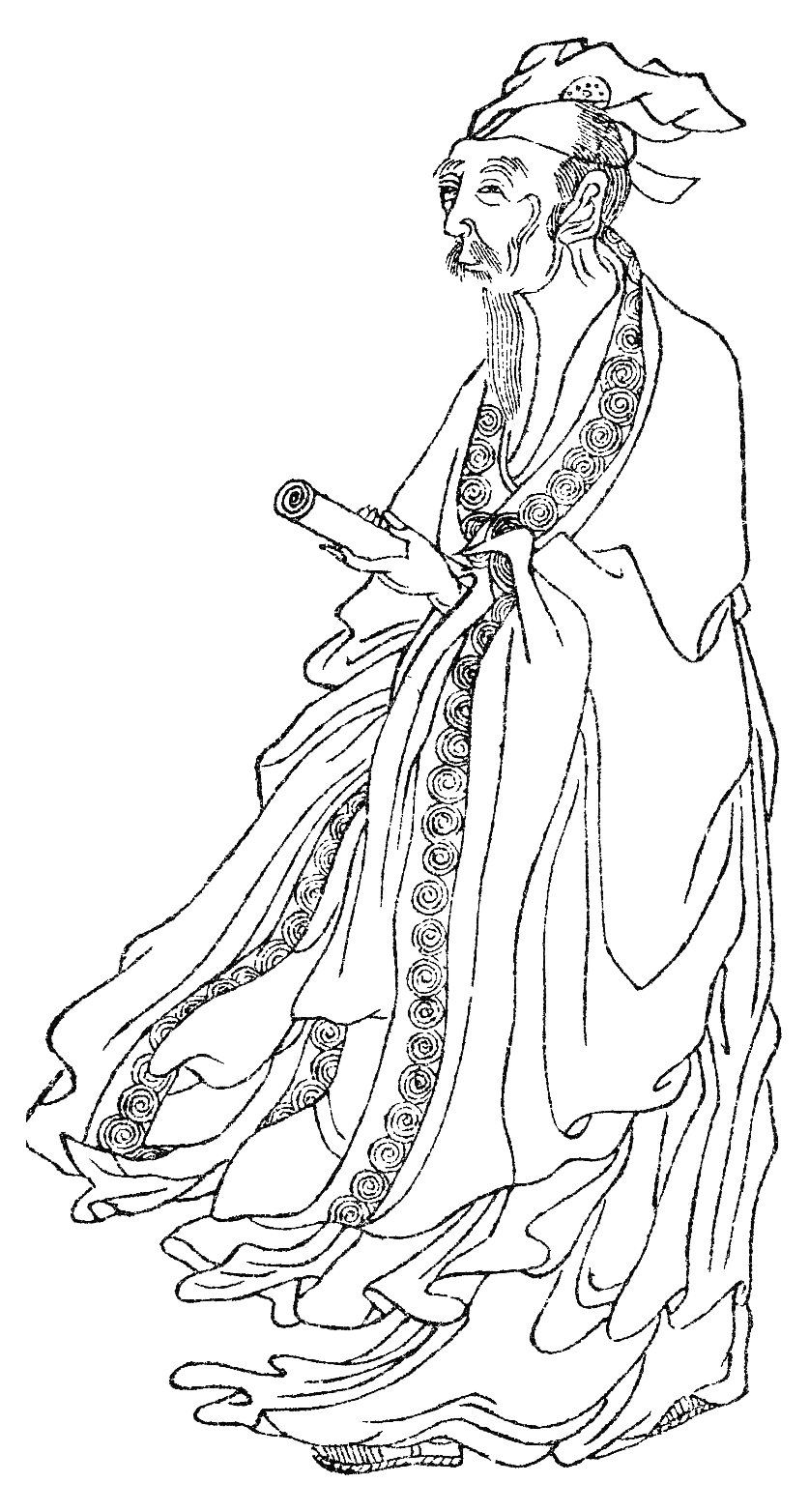
Bạch Cư Dị
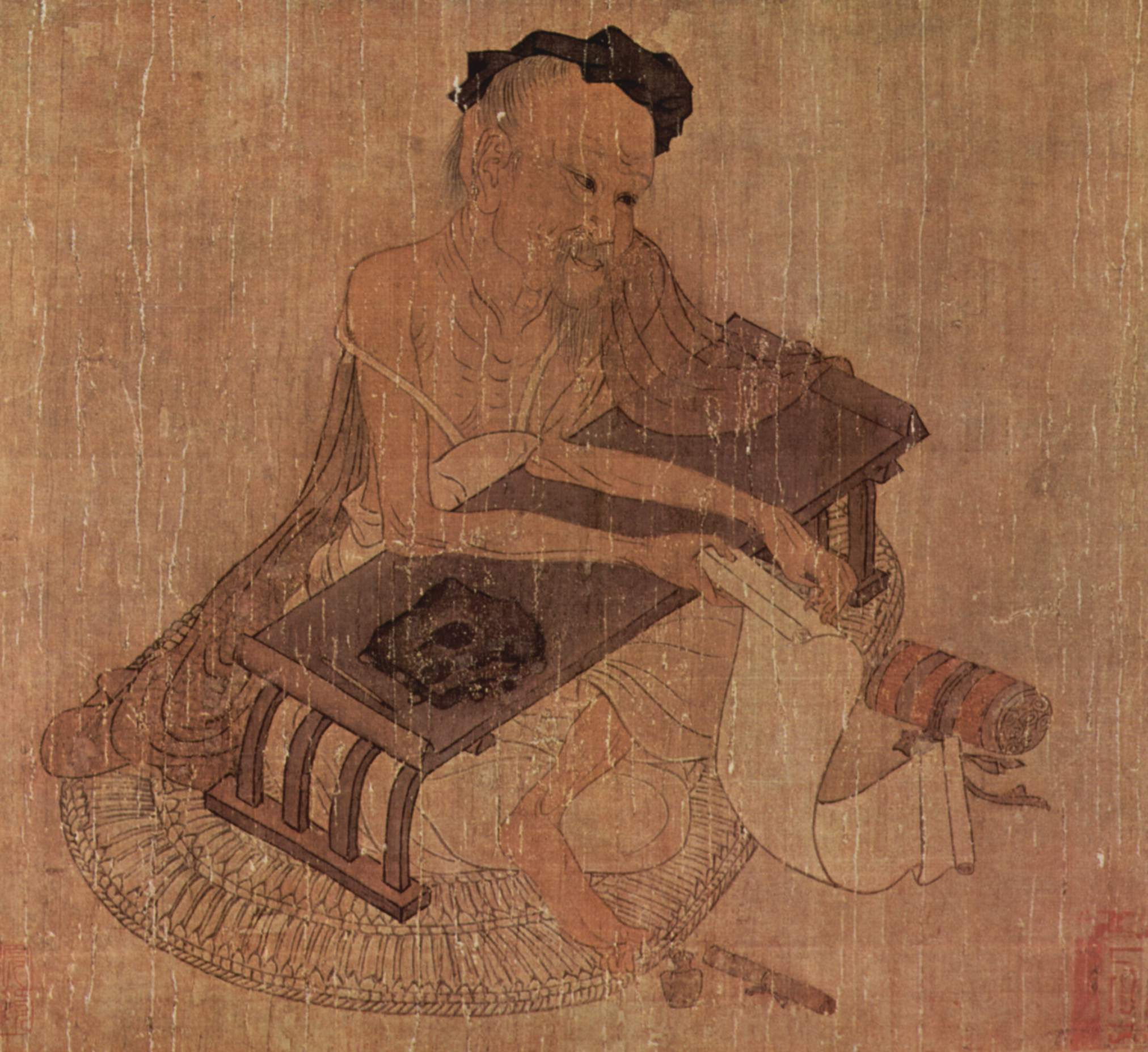
Vương Duy
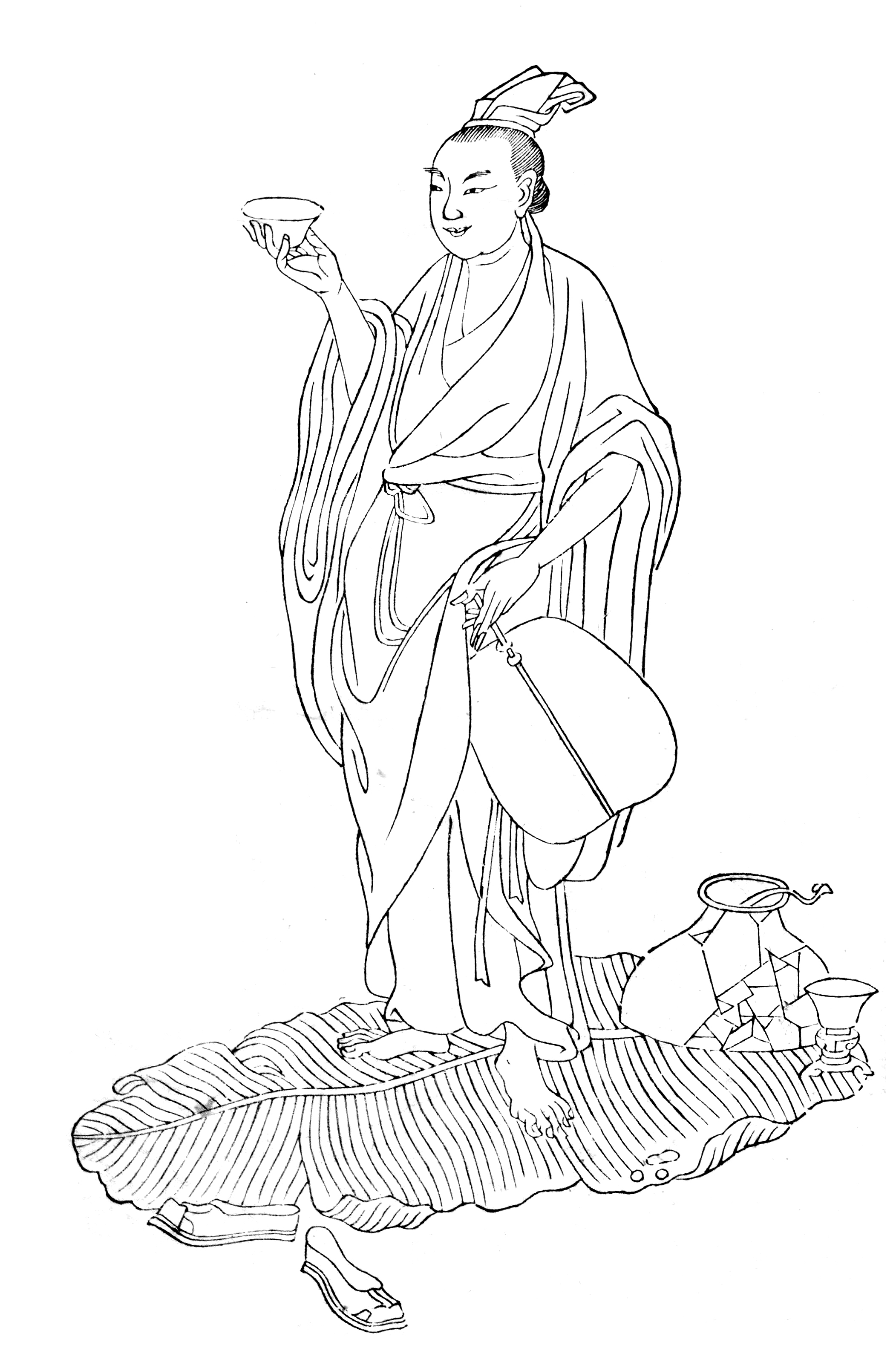
Vương Bột
Một bài thơ của thi tiên Lý Bạch
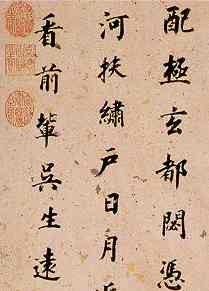
Một đoạn thơ của Đỗ Phủ